# Le Révolté de Santa Cruz

Le Révolté de Santa Cruz (titre original : El rebozo de Soledad) est un film mexicain réalisé par Roberto Gavaldón et sorti en 1952.

## Synopsis
Le docteur Alberto Robles arrive en ville pour diriger un hôpital. Au même moment, il reçoit un paquet, accompagné d'une lettre. Le curé du village où il vient d'exercer lui communique des nouvelles de Soledad, une jeune femme amoureuse de lui et qui a connu une destinée tragique. La lecture du courrier bouleverse le docteur qui, finalement, refuse ses nouvelles fonctions les considérant, désormais, comme parfaitement futiles. Estimant sa présence au village indispensable, il choisit d'y retourner.

## Fiche technique
- Titre du film : Le Révolté de Santa Cruz
- Titre original : El rebozo de Soledad
- Réalisation : Roberto Gavaldón
- Scénario : Javier López Ferrer, José Revueltas et R. Gavaldón
- Photographie : Gabriel Figueroa
- Format : Noir et blanc, 35 mm
- Décors : Salvador Lozano Mena
- Montage :  Charles L. Kimball (en)
- Son : José B. Carles
- Musique : Francisco Domínguez
- Production : Sindicato de Trabajadores de la Producción Cinematográfica (STPC), Cinematográfica Tele-Voz (Miguel Alemán Velasco, Rodolfo Landa)
- Pays d'origine :  Mexique
- Langue originale : Espagnol
- Durée : 123 minutes
- Dates de sortie : 13 novembre 1952 au Mexique  ; 14 avril 1954 en France

## Distribution
- Arturo de Córdova : Dr Alberto Robles
- Pedro Armendáriz : Roque Suazo
- Stella Inda : Soledad
- Domingo Soler : Padre Juan, le curé du village
- Carlos López Moctezuma : David Acosta
- Rosaura Revueltas : la mère d'un bébé
- José Baviera : un médecin
- Jaime Fernández : Mauro
- Francisco Jambrina : Alfonso Gómez Ugarte

## Commentaires
- El rebozo de Soledad (traduction littérale :  La Mantille de Soledad) a un côté XIXe siècle : le titre y invite et le revirement du docteur Robles rappelle l'expiation du docteur Benassis dans Le Médecin de campagne de Balzac. « Par le biais d'une lettre adressée au médecin orgueilleux [...] le curé du village évoque le souvenir de leur rencontre, [...] de l'énergie qu'il déployait et de sa grande utilité là-bas, dans les endroits que Dieu oublie facilement »[1]. L'histoire cruelle d'une passion amoureuse ne lui est, également, pas épargnée.
- Selon Ariel Zúñiga, El rebozo de Soledad est un film vigoureux qui possède une grande force dramatique. À l'appui de cette opinion, il cite des scènes « comme l'opération d'urgence d'un enfant qui se meurt sous le regard douloureux de sa mère (Rosaura Revueltas) pendant que la locomotive envahit la bande sonore, ou l'affrontement ente le médecin (Arturo de Córdova) et son rival masculin, Roque (Pedro Armendáriz). »[2]